# Иван Сеченов
Иван Михајлович Сеченов (рус. Ива́н Миха́йлович Се́ченов; Сеченово, 13. август 1829 — Москва, 15. новембар 1905) био је руски физиолог, назван од стране Павлова “оцем руске физиологије”. Сеченов је аутор класичне рефлексије мозга увођењем електро и неурофизиологије у лабораторије и настави медицине.

## Биографија
Сеченов је рођен 1829. године у Сеченову. У периоду 1843-1848. је похађао Војно-инжењерски технолошки универзитет у Санкт Петербургу. Након тога је 1856. уписао студије на Московском универзитету. Завршивши студије 1856. године, почео је 1860. да ради на Војномедицинској Академији. За ову годину везује се и оснивање прве руске школе физиологије. Сеченов је, међутим, поднео оставку у знак протеста због одбијања Иље Мечникова (оснивач имунологије, добитник Нобелове награде 1908). У периоду између 1871. и 1876. радио је на Универзитету у Одеси као професор зоологије и упоредне анатомије. Након тога је до 1888. био професор на Универзитету у Санкт Петербургу. Идуће, 1889, године уведена је Сеченова једначина (експериментално доказана) за растворљивост гасова. Од 1891. па до 1901. био је професор на Московском универзитету, а 1904. је изабран за почасног члана Руске академије наука.
Сеченово главно занимање била је неурофизиологија (структура мозга). Он је показао да је активност мозга повезана са електричном струјом и први је који је увео електрофизиологију. Међу његовим открићима је и церебрална инхибиција кичмених рефлекса. Такође је тврдио да су хемијски фактори у ћелијском окружењу од великог значаја за ћелију.
Између 1856. и 1862. Сеченов је студирао и радио у Европи у лабораторијама Јоханеса Питера Милера, Емил ди Буа-Рејмонда, Хермана фон Хелмхолца, Карла Лудвига и Клода Бернара.
Као и други научници тог доба, често је био у сукобу са царском владом и конзервативним колегама, али није емигрирао. 1866, одбор за цензуру у Санкт Петербургу је покушао да оптужи Сеченова за ширење материјализма и “понижавајућег хришћанског морала”.

## Утицај
Сеченови радови поставили су темеље за проучавање рефлекса, неуронауке и понашање животиња и човека. Он је утицао и на Владимира Мјасичева и на Владимира Бехтерева који су основали Институт за мозак и психичке активности 1918.